# Flucht in Ketten
Flucht in Ketten ist ein US-amerikanisches Filmdrama des Produzenten und Regisseurs Stanley Kramer aus dem Jahr 1958 mit Tony Curtis und Sidney Poitier in den Hauptrollen.

## Handlung
Den Häftlingen John „Joker“ Jackson und Noah Cullen gelingt bei einem Unfall ihres Gefangenentransports die Flucht. Da ihre Handgelenke mit einer Kette aneinandergefesselt sind, müssen sie sich arrangieren und ihre persönlichen Schwierigkeiten in den Griff bekommen, wenn ihre Flucht erfolgreich sein soll: Denn John ist ein von sich überzeugter Weißer, der auf Schwarze herabblickt; Noah ein Schwarzer mit losem Mundwerk und der Überzeugung, alle Weißen seien arrogant und ungerecht.
Der erste Punkt, über den sich das ungleiche Paar einigen muss, ist die Richtung der Flucht. John will nach Süden, wo Noah für sich keinerlei Chancen sieht, weshalb sie schließlich nach Norden gehen. Sie werden von einem Suchtrupp mit Bluthunden verfolgt. Nach und nach ändert sich das Verhältnis zwischen beiden, sie entwickeln Respekt voreinander und arbeiten zusammen, obwohl sie auch oft aneinandergeraten.
Als sie nachts in einem Dorf in eine Tankstelle einbrechen, werden sie von den Bewohnern gefangen genommen. Ein ehemaliger Häftling, der im Dorf lebt, verhindert einen Lynchmord und verhilft den beiden heimlich zur Flucht. Als Nächstes gelangen sie an eine Farm, die nur von einer Frau und ihrem Jungen Billy bewirtschaftet wird. Dort erhalten sie Essen und können sich von der Kette befreien.
Johns Arm hat sich wegen der Fesselung entzündet, er hat Fieber. Während die Frau ihn pflegt, kommen sie einander näher; sie sucht verzweifelt einen Mann und überredet John dazu, mit ihr und Billy zu fliehen und Noah, den auch sie wegen seiner Hautfarbe verachtet, sich selbst zu überlassen. Noah überrascht die beiden in diesem Gespräch, ist jedoch schließlich damit einverstanden, allein weiterzugehen. Die Farmerin packt ihm Proviant ein und beschreibt ihm den Pfad durch einen Sumpf zur nächsten Eisenbahnlinie. Als Noah verschwunden ist, erzählt sie John freudig, dass ihrem Glück nun nichts mehr im Weg steht – es gebe keinen Weg durch den Sumpf, Noah werde darin umkommen und könne John nicht mehr verraten. Angewidert stößt John die Frau von sich, worauf er von Billy angeschossen wird. Er eilt Noah nach, holt ihn ein, und sie erreichen gemeinsam die Bahnstrecke.
Dort schafft es Noah, auf den Zug zu springen, doch es gelingt ihm nicht, den geschwächten John zu sich heraufzuziehen. Als John zurückbleibt, springt auch Noah wieder ab und hält den entkräfteten John im Arm, bis der verfolgende Sheriff nachdenklich vor ihnen steht.

## Hintergrund
Die Thematik des Films, Rassismus in den Vereinigten Staaten, wurde Ende der 1950er Jahre kontrovers diskutiert. Ursprünglich sollten Elvis Presley und Sammy Davis jr. die Hauptrollen spielen, aber Presleys Manager Tom Parker redete diesem die Teilnahme an dem Film aus, mit dem Argument, unter den Käufern seiner Platten seien viele, die es nicht gern sähen, wenn er sich mit einem Schwarzen anfreunden würde. Danach entschied sich Kramer für Sidney Poitier als Noah Cullen, der sofort annahm, weil er hier eine Möglichkeit sah, aufzuzeigen, dass es auch qualitätvollere und würdigere Rollenmöglichkeiten für farbige Schauspieler jenseits rassistischer Stereotype gäbe. Erste Wahl als Poitiers Partner, in der Rolle des Joker, war Marlon Brando, der Interesse an der antirassistischen Thematik gehabt hätte, aber nicht zur Verfügung stand, weil er zeitgleich Meuterei auf der Bounty drehte. Danach sollte Robert Mitchum die Rolle übernehmen, lehnte aber ab, da ihm die Prämisse der Story unglaubwürdig vorkam – er war selber als Vierzehnjähriger zu Zwangsarbeit in einer Chain Gang verurteilt worden und wusste deshalb, dass in der Realität im strikt segregationistischen Süden der USA Schwarze und Weiße niemals gemeinsam zusammengekettet wurden. Tony Curtis, der die Rolle schließlich übernahm, behauptete allerdings mehrmals, Mitchum hätte den Part abgelehnt, da er sich geweigert habe, „mit einem Neger zu spielen“. Erst viel später, nachdem er die Hintergründe erfahren hatte, widerrief er diese Aussage. 
Flucht in Ketten ist einer der wenigen Filme, die fast völlig ohne Filmmusik auskommen. Neben einzelnen Worksongs, gesungen von Noah, erklingt die einzige Musik aus dem Transistorradio eines Mannes in der Gruppe von Helfern, die dem Sheriff bei seiner Suche zur Seite stehen. Das ist mehr ein Running Gag, weil die laufende Radiomusik den Vorgesetzten jedes Mal nervt.
Tony Curtis hatte sich bei Stanley Kramer dafür eingesetzt, dass sein Co-Star Sidney Poitier gemeinsam mit ihm noch vor dem Filmtitel im Vorspann genannt werden sollte, was in der damaligen Zeit für einen afroamerikanischen Darsteller nicht üblich war. Poitiers Vertrag listete ihn ursprünglich nur unter den Nebendarstellern, aber nach seinen und Curtis’ Erinnerungen hätte das nach Meinung von Curtis die Grundidee des Films, dass Schwarze und Weiße sich darin als gleichwertig zu akzeptieren lernen, auf den Kopf gestellt.
Im deutschen Fernsehen war der Film erstmals am 26. Juni 1971 ab 20.15 Uhr im ZDF zu sehen.

## Kritiken
Das deutsche Filmbranchenblatt Blickpunkt: Film lobte den Film wegen dessen Aufruf gegen Rassismus und der schauspielerischen Leistungen von Sidney Poitier und Tony Curtis.
Reclams Filmführer führte aus: „Ein wohlmeinender Film, der in Einzelheiten auch realistisch und spannend gestaltet und durchweg gut gespielt ist. Insgesamt wirkt aber die Dramaturgie zu schematisch. Das begrüßenswerte Engagement gegen den Rassenhaß wird allzu lehrhaft abgehandelt.“
Im film-dienst war zu lesen: „Packender, visuell starker und ausgezeichnet gespielter Film – in seinen moralischen Absichten vielleicht etwas überdeutlich.“

## Auszeichnungen
Sidney Poitier wurde für seine Rolle in diesem Film auf der Berlinale 1958 mit dem Silbernen Bären in der Kategorie „Bester Schauspieler“ ausgezeichnet.
Bei der Golden-Globe-Award-Verleihung 1959 konnte Flucht in Ketten – bei Nominierungen in insgesamt sechs Kategorien – den Preis für den besten Film in der Kategorie Drama gewinnen.
Bei der Oscar-Verleihung 1959 war er in neun Kategorien nominiert („Bester Hauptdarsteller“ – Tony Curtis, „Bester Hauptdarsteller“ – Sidney Poitier, „Bester Nebendarsteller“ – Theodore Bikel, „Beste Nebendarstellerin“ – Cara Williams, „Beste Regie“, „Bester Schnitt“, „Bester Film“), konnte aber lediglich in zwei Kategorien, „Beste Kamera“ (Schwarzweiß-Film) und „Bestes Originaldrehbuch“, einen Oscar erringen. Die Oscarnominierung für Sidney Poitier war dabei die erste Oscarnominierung überhaupt für einen männlichen schwarzen Schauspieler.
Im selben Jahr erhielt der Film zudem den New York Film Critics Circle Award.

Und ebenfalls 1959 wurde der Film mit dem United Nations Award der BAFTA Awards ausgezeichnet.
Die Evangelische Filmgilde kürte den Film im Oktober 1958 zum Film des Monats

## Neuverfilmung
Bisher wurde die Geschichte der Flucht zweier Gefangener mit unterschiedlicher Hautfarbe zweimal neu erzählt:
- 1972 spielen Pam Grier und Margaret Markov in dem Film Frauen in Ketten die Fliehenden.
- Für das US-amerikanische Fernsehen wurde 1986 die Handlung mit den Darstellern Robert Urich und Carl Weathers neu verfilmt. Der deutsche Titel lautet ebenfalls Flucht in Ketten.

## Adaption
Bereits 1963 komponierte der DDR-Komponist Karl-Rudi Griesbach seine Oper in vier Bildern „Der Schwarze, der Weiße und die Frau“ auf ein eigenes Libretto auf Grundlage dieses Films.